# María Isabel Nazco
María Isabel Nazco, conocida como Maribel Nazco, (Los Llanos de Aridane, La Palma, 1938) es una artista plástica española con una dilatada trayectoria, que destaca por el uso de diferentes técnicas y temáticas en sus obras. En 2021, recibió el Premio de Canarias de Bellas Artes.

## Trayectoria
Nazco se licenció en Bellas Artes por la Facultad de Bellas Artes de la Universidad de La Laguna en 1980. Posteriormente, en 1986, se doctoró en Bellas Artes con calificación cum laude en la misma universidad. Trabajó como profesora de Dibujo en la Escuela Central de Bellas Artes de Madrid en 1963. Después, en 1989, consiguió el puesto de profesora Titular de Universidad en la Facultad de Bellas Artes de la Universidad de La Laguna. Desde 1989 es catedrática de Procedimientos y Técnicas Pictóricas de la Facultad de Bellas Artes de la Universidad de La Laguna.
Es una artista plástica que destaca tanto por su dilatada  trayectoria artística como por las variadas técnicas y temáticas que abarcan: desde la figuración, neofiguración, collages o hiperrealismo. Más allá de su perfil puramente artístico, con obras presentes en numerosos museos y salas de ámbito nacional e internacional, Nazco ha trabajado en el ámbito docente e investigador. Destaca su carácter vanguardista y su participación en el grupo ‘Nuestro Arte’, fundado por los artistas Pedro González y Enrique Lite, junto a otros artistas e intelectuales al inicio de la década de los 60, a la vez que se ha asegurado que uno de sus proyectos que más le unió a La Palma fue el de los pigmentos de origen volcánico que realizó junto a los artistas Severo Acosta y Narciso Hernández, y que dio como resultado una paleta cromática de 36 tonalidades a partir del entorno paisajístico de Canarias.
En 1957 realizó su primera exposición colectiva y doce años después, en 1969, la primera individual. Desde entonces su trabajo creativo ha sido constante, con exposiciones regulares y ha sido reconocida con numerosos galardones que han culminado, en 2021, con la adjudicación del Premio Canarias de Bellas Artes.

## Obra
Su trayectoria va desde la figuración de Ropa tendida (1966) a la abstracción de Huellas (2005), pasando por la neofiguración de sus Metales de la década de los 70, los collages de elementos industriales o el hiperrealismo de su serie Contenedores en los 90. Ruptura, pasión, rebeldía, espíritu crítico o evolución son algunas de las palabras que la definen.
- 2007. Conversaciones, reflexiones sobre el arte contemporáneo de Canarias. Eduardo y Maud Westerdahl.[5]

## Premios y reconocimientos
En 1966, Nazco recibió el premio de Honor de la VII Exposición Regional de Pintura y Escultura, S/C. de Tenerife. También recibió en 1975 el premio de Honor “Miguel Tarquis”, en la XVI Exposición Regional de Pintura y Escultura, S/C. de Tenerife. En 2019, fue nombrada Hija Predilecta de La Palma por su aportación al patrimonio artístico. Además, en 2021, Nazco recibió el Premio de Canarias en Bellas Artes e Interpretación. Ese mismo año, recibió también el Premio de Canarias María del Rosario Álvarez, en Patrimonio Histórico.
En 2024 recibió el Premio de Artes Plásticas de la Comunidad de Madrid.